# Осъдени души
 Тази статия е за романа на Димитър Димов.  За филма от 1975 година вижте Осъдени души (филм).  
„Осъдени души“ е роман на българския писател Димитър Димов, издаден през 1945 г.

## История
През януари 1943 г. докторът по ветеринарна медицина Димитър Димов заминава на едногодишна специализация по хистология на нервната система в Мадридския институт „Рамон-и-Кахал“. До това време е издал първия си роман, „Поручик Бенц“.
Престоят се оказва плодотворен не само от гледна точка на научните му интереси. Случайно се запознава с представител на Йезуитския орден в Испания. Гостуване в Толедо засилва интереса му към католицизма и го превръща в една от повествователните нишки в романа „Осъдени души“.
Романът излиза от печат през 1945 г. Филмиран е с едноименно название от режисьора и сценариста Въло Радев през 1975 г.

## Сюжет
Испания е в края на Гражданската война (1936-1939). В страната цари хаос и безредие. Смъртта взема своите жертви по бойните полета, а нейният призрак витае и в лагера за болни от тиф в Пеня Ронда. Зад бодливата ограда, между английската аристократка Фани Хорн и монаха от йезуитския орден отец Ередия, сред гаснещите човешки същества, пламва любов. Красива, но неосъществима и невъзможна. Разказ за истинските човешки взаимоотношения на фона на драматични политически събития и социални драми. За жертвоготовността и милосърдието, за жестокостта, егоизма и лицемерието.

### Книги
- Георгиев, Л. Димитър Димов. Монография. София, 1981.
- Иванова, Е. Страници из жизнения и творческия път на Димитър Димов. София, 1981.
- Георгиев, Л. Димитър Димов. Живот и творчество. София, 1985.
- Куюмджиев, К. Димитър Димов. Монография. София, 1987.

### Студии
- Жечев, Т. „Димитър Димов и романът на осъдените души“. // Очерци по история на българската литература след Девети септември 1944 година. Първа книга. София, 1979.
- Куюмджиев, Кр. „Испанският „комплекс“ на Димитър Димов“. // Септември, 1985, № 2.